# Adrian Tomine
Adrian Tomine ( /toʊˈmiːnə/; Sacramento, 31 de mayo de 1974) es un dibujante de cómics estadounidense. Es conocido sobre todo por su serie de cómics Optic Nerve y sus ilustraciones en The New Yorker.

## Biografía

### Primeros años
Adrian Tomine nació el 31 de mayo de 1974 en Sacramento, California.Su padre es el Dr. Chris Tomine, Ph.D. y Profesor Emérito de Ingeniería Ambiental en el Departamento de Ingeniería Civil de la Universidad Estatal de Sacramento. Su madre es la Dra. Satsuki Ina, Ph.D. y profesora emérita de la Escuela de Educación de la Universidad Estatal de California en Sacramento. Su abuela era Shizuko Ina, quien apareció en el ensayo fotográfico de Dorothea Lange sobre el internamiento de japoneses-estadounidenses durante la Segunda Guerra Mundial. También tiene un hermano, Dylan, ocho años mayor que él.
Tomine es japonés-estadounidense de cuarta generación. Sus padres, a pesar de ser estadounidenses de tercera generación, pasaron parte de su infancia encarcelados en campos de concentración para japoneses en los Estados Unidos durante la Segunda Guerra Mundial.
Sus padres se divorciaron cuando él tenía dos años, por lo que se mudó con frecuencia, acompañando a su madre a Fresno, California, y luego a Oregón, Alemania y Bélgica, mientras pasaba los veranos con su padre en Sacramento.
Cuando era niño, disfrutaba leyendo los cómics de Spider-Man, en los que se inspiró para experimentar dibujando y creando sus propias historias. En una entrevista, dijo: "Algo sobre el medio me paralizó a una edad temprana".
En la escuela secundaria, comenzó a escribir, dibujar y autoeditar Optic Nerve, que continuó produciendo como una serie de cómics habitual para Drawn &amp; Quarterly. Continuó produciendo la serie mientras estudiaba inglés en la Universidad de California en Berkeley.

## Carrera
Comenzó a autoeditar su trabajo cuando era un adolescente, pero también apareció en publicaciones convencionales como Pulse! cuando todavía estaba en la escuela secundaria.
En una entrevista publicada en el número 205 de The Comics Journal, abordó las críticas a su trabajo y habló de sus influencias; la portada de la revista presentaba una especie de autoparodia, una secuencia en la que una chica hipster le dice al lector: «¡Soy tan linda! ¡Me encanta el café y el indie rock! Pero... estoy triste. ¿Te identificas?»
Tomine cita a Jaime Hernández (Love and Rockets) y Daniel Clowes (Ghost World) como dos de sus mayores influencias. También es fan de su contemporáneo Chris Ware.

### Optic Nerve
Optic Nerve es su serie de cómics en curso, que originalmente fue autoeditada en formato minicomic y distribuida a las tiendas de cómics locales de su área. Tomine publicó siete números del Optic Nerve mini; la mayoría de las historias se compilaron posteriormente en una única edición, 32 Stories: The Complete Optic Nerve Mini-Comics, publicada por Drawn &amp; Quarterly.
Después de que Drawn & Quarterly se convirtiera en su editorial, Optic Nerve se publicó en el tamaño cómic estándar y se reinició la numeración de los números, el primero publicado en Drawn & Quarterly pasó a ser el número 1. Estos cómics van desde unas pocas páginas por historia hasta el estándar de 32 páginas en números posteriores.
Los números 1 a 4 incluían varias historias cada uno y luego se recopilaron en Sonámbulo y otras historias. Los números 5 a 8 incluían una historia cada uno y se recopilaron en Rubia de verano.
Los números 9 a 11 se compilaron en la novela gráfica Shortcomings de 2007, elogiada por la crítica, un arco narrativo completo en el que Tomine exploró directamente las cuestiones raciales asiático-americanas.Posteriormente, la novela se adaptó a una película de 2023 dirigida y producida por Randall Park, a partir de un guion escrito por Tomine.

### Intrusos
En 2015, la novela gráfica de Tomine , Intrusos, una colección de seis cuentos, fue lanzada con gran éxito de crítica y se convirtió en un éxito de ventas del New York Times. Fue nombrada una de las 10 mejores novelas gráficas del año por la revista New York y uno de los mejores libros del año por NPR, y ganó el premio Spotlight del Story Prize. Las historias del libro también fueron galardonadas con un Premio Eisner a la Mejor Historia Corta y fueron extraídas de la antología The Best American Comics.
En su reseña de Intrusos, la revista Wired calificó a Tomine como “uno de los novelistas gráficos más talentosos de nuestro tiempo”. La autora inglesa Zadie Smith elogió la colección diciendo: "Tomine tiene más ideas en veinte viñetas que los novelistas en toda su vida".
El dibujante de cómics Chris Ware dijo sobre la compilación: «Como dibujante serio, uno espera secretamente crear 'Ese libro': un libro que pueda transmitirse a una persona con mentalidad literaria que normalmente no lee cómics: uno que no requiere una explicación o disculpa por adelantado y está lo suficientemente desarrollado en su actitud, humanidad y complejidad como para hablar con madurez por sí mismo... Intrusos de Adrian Tomine puede finalmente ser ese libro, y estoy asombrado y alentado por él».

### Arte en álbumes
Tomine ha contribuido al diseño de las oortadas de los álbumes de varias bandas de rock, incluidas las notas y oa carátula del álbum de Electro-Shock Blues de Eels, «Last Stop: This Town», «Cancer for the Cure» y End Times. Los álbumes de versiones de 2006 de Yo La Tengo Yo La Tengo Is Murdering The Classics y Murder in the Second Degree, Los Softies, It's Love and The Crabs' What Were Flames Now Smolder.

### Ilustración comercial yThe New Yorker
Tomine trabaja habitualmente en ilustración comercial. Con frecuencia contribuye con ilustraciones y ha realizado varias portadas para The New Yorker. La primera fue la secuencia titulada «Conexión perdida». Tomine también ilustró a los "Alpha Teens", un grupo de personajes de dibujos animados que aparecían en los anuncios publicitarios del bloque adolescente de Noggin, The N.

## Obras completas
- 1998 – 32 historias: Colección completa de los mini cómics de Optic Nerve (ISBN 1-896597-00-9)
- 1998 – Sonámbulo y otras historias (ISBN 1-896597-12-2)
- 2002 – Rubia de verano (ISBN 1-896597-57-2)
- 2004 – Scrapbook: Uncollected Work 1990–2004 (ISBN 1-896597-77-7)
- 2005 – New York Sketches 2004 (ISBN 0-9766848-2-9)
- 2007 – Shortcomings (ISBN 978-1-897299-16-6)
- 2011 – Scenes From an Impending Marriage (ISBN 978-1770460348)
- 2012 – New York Drawings (ISBN 978-1770460874)
- 2015 – Intrusos (ISBN 978-1770462090)
- 2020 – The Loneliness of the Long-Distance Cartoonist (ISBN 978-1770463950)

## Premios
- Premio Eisner 2021 a la mejor memoria gráfica por La soledad del dibujante de larga distancia